# هلنزبرو
latitudeهلنزبروlongitudeهلنزبرو
هلنزبرو (به انگلیسی: Helensburgh) یک شهرک در اسکاتلند است که در آرگایل و بوت واقع شده‌است.

## خصوصیات
هلنزبورو ۱۴٬۶۲۶ نفر جمعیت دارد.